# Anna Young Smith
Anna Young Smith (* 5. November 1756 in Philadelphia; † 3. April 1780) war eine US-amerikanische Dichterin. Ihre frühen poetischen Bemühungen wurden von ihrer Tante, Elizabeth Graeme Fergusson, gefördert, und sie verbreitete ihre Werke in den literarischen Zirkeln von Philadelphia. Zu Smiths bekanntesten Werken gehören Ode to Gratitude, On reading Swift’s Works und An Elegy to the Memory of American Volunteers. Sie starb im Alter von 23 Jahren und die meisten ihrer Gedichte wurden erst posthum veröffentlicht.

## Leben
Anna Young Smith wurde als Tochter von James und Jane Graeme Young geboren. James Young war Kaufmann in Philadelphia und bekleidete verschiedene Ämter in der Regierung. Er und Jane Graeme Young hatten vier Kinder, von denen zwei im Säuglingsalter starben. Anna Smith, damals Anna Young, war ihr ältestes Kind und ihre einzige Tochter. Nur zwei Jahre nach Smiths Geburt starb ihre Mutter. Smith und ihr Bruder wurden daraufhin von ihrer Tante Elizabeth Graeme Fergusson in Graeme Park aufgezogen und erzogen. Fergusson veranstaltete einen wöchentlichen Salon in Graeme Park, und hier wurde Smith als Kind mit einflussreichen Schriftstellern bekannt gemacht. Fergusson förderte auch Smiths eigene literarische Ambitionen. Smith drückte ihre Wertschätzung in der Ode to Gratitude aus, dem frühesten erhaltenen Werk von ihr. Sie wurde im Alter von 13 Jahren geschrieben und ist Fergusson gewidmet.
1772 zog Smith in die Stadt, um bei ihrem Vater zu leben. 1773 begann sie, in den literarischen Kreisen Philadelphias Gedichte auszutauschen, nachdem sie das Pseudonym „Sylvia“ angenommen hatte. 1775 heiratete sie William Smith in Graeme Park. Es wurde berichtet, dass ihr Vater der Heirat nicht zugestimmt hatte. Gemeinsam hatten sie drei Kinder.
In Fergussons Stammbuch ist Smiths Tod vermerkt: „Dieses liebe Kind starb am 3. April 1780.“ Sie war erst 23 Jahre alt. Die genaue Todesursache ist nicht bekannt, aber es könnte sich um Komplikationen bei der Geburt ihres dritten Kindes gehandelt haben.
Die meisten von Smiths überlieferten Werken wurden vor ihrer Heirat geschrieben. In ihren Gedichten geht es um allgemeine Themen wie Freundschaft, Liebe, Trauer und Natur. Sie schrieb auch über politische Themen. Fergusson bezeichnete sie aufgrund ihrer Haltung zur Amerikanischen Revolution als „a warm Whig“. Smith schrieb ihre Unterstützung für die patriotische Seite des Krieges in Elegy to the Memory of the American Volunteers (1775). Dieses Werk war bei den Lesern sehr beliebt und wurde zur Veröffentlichung im Pennsylvania Magazine empfohlen, weshalb es das einzige Werk wurde, das zu Smiths Lebzeiten gedruckt wurde. In ihrem Gedicht On Reading Swift’s Works lobt sie Jonathan Swifts „perfekten Stil“, verurteilt ihn aber dafür, dass er „hilflose Frauen“ tadelt, und schreibt: “Ungenerous bard, whom not e’en Stella’s charms / Thy vengeful satire of its sting disarms! / Say when thou, dipp’st thy keenest pen in gall, / Why must it still on helpless women fall?”
Fünfzehn von Smiths Gedichten wurden in Fergussons Kollektaneenbuch, das um 1787 entstand, übernommen. Acht Gedichte wurden nach Smiths Tod im Universal Asylum and Columbian Magazine gedruckt.

## Werke (Auswahl)
- Ode to Gratitude
- Occasional Verses on the Anniversary of the Death of Dr. Thomas Graeme
- On Reading Swift’s Works
- An Elegy to the Memory of American Volunteers